# خيسوس أولمو
خيسوس أولمو لازانو (بالإسبانية: Jesús Olmo Lozano)، من مواليد 24 يناير 1985 في برشلونة في إسبانيا، لاعب كرة قدم إسباني.
بدأ مسيرته الكروية مع رديف برشلونة في موسم 2005/2006، وفي عام 2006 انتقل إلى نادي برشلونة.

## روابط خارجية
- خيسوس أولمو على موقع قاعدة بيانات كرة القدم.إي يو (الإنجليزية)
- خيسوس أولمو على موقع بيانات كرة القدم. دي إي (الألمانية)
- خيسوس أولمو على موقع Soccerway.com (الإنجليزية)
- خيسوس أولمو على موقع عالم كرة القدم.نت (الإنجليزية)
- خيسوس أولمو على موقع AS.com (الإسبانية)